# 新竹信用組合
24°48′21″N 120°58′04″E / 24.8059658°N 120.9678002°E
新竹信用組合是一棟位於臺灣新竹市北區的信用合作社建築，現為新竹第一信用合作社營業部使用。該建築在1999年9月7日被公告為市定古蹟。

## 沿革
新竹信用組合的前身是明治四十二年（1909年）由新原龍太郎等48人成立的「新竹貯金會」；該組織以一筆5錢，每日儲蓄的方式來累積資金。大正二年（1913年），新竹貯金會改制成新竹信用組合；初期成員主要是在臺日籍人士，直至大正六年（1917年）才有當地仕紳鄭雅詩等加入。
新竹信用組合日漸發達後，興建此棟大樓，並在昭和九年（1934年）遷入。 國民政府接收臺灣後，新竹信用組合改制成新竹第一信用合作社。

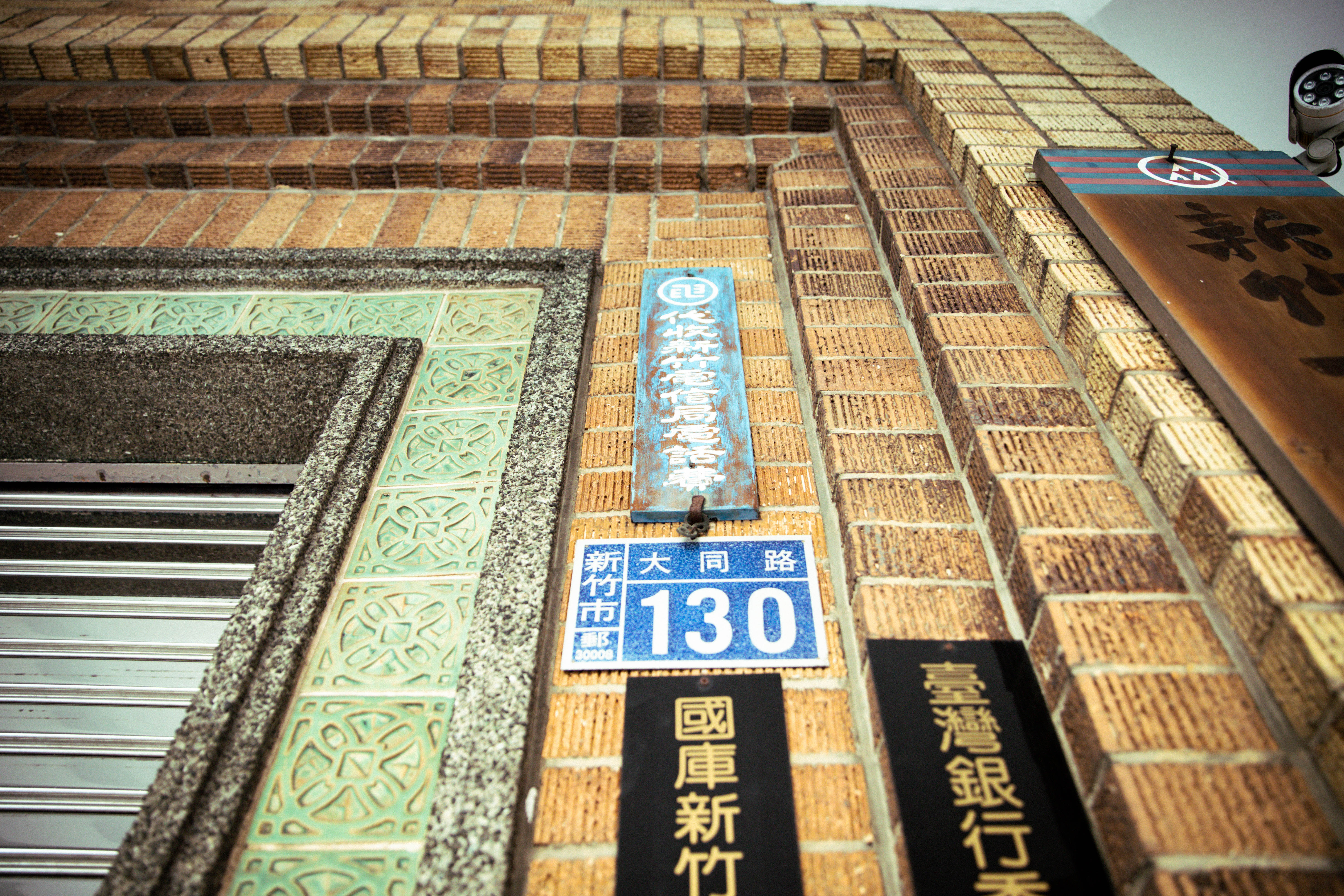
新竹一信總社門牌

## 建築
新竹信用組合大樓原本是兩層樓建築，由河村仙十所建造。入口位於轉角處，一樓是營業大廳，二樓則是辦公室。轉角處使用圓拱為造型，在一個大圓拱中又有三個小圓拱窗。三樓增建於國民政府接收臺灣後。